# Петров, Юрий Данилович
Ю́рий Дани́лович Петро́в (27 мая 1920, г. Нижний Новгород, РСФСР — 4 октября 2007, г. Йошкар-Ола, Марий Эл, Россия) — советский писатель, поэт, журналист, член Союза журналистов СССР. Заслуженный работник культуры Марийской АССР (1980). Лауреат Государственной премии Марийской АССР (1977). Участник Великой Отечественной войны. Член КПСС.

## Биография
Родился 27 мая 1920 года в г. Нижний Новгород. В 1921 году семья переехала в г. Краснококшайск (ныне — г. Йошкар-Ола). По окончании школы в 1939—1940 годах работал в Управлении Нархозучёта статистиком.
В самом начале Великой Отечественной войны, в 1941 году был пожарным рабочим-лаборантом в Ленинградской военно-воздушной академии РККА, которая была эвакуирована в Йошкар-Олу. В 1944 году перешёл на 185-й завод (завод «Торгмаш») контрольным мастером. В 1944—1953 годах — сотрудник НКВД и МГБ, капитан. Награждён медалью «За победу над Германией в Великой Отечественной войне 1941—1945 гг.».
В 1950 году окончил Марийский педагогический институт имени Н. К. Крупской заочно. С 1953 года в редакции республиканской газеты «Марийская правда»: литературный сотрудник, в 1961—1980-м годах — заведующий отделом литературы, культуры и искусства.
Умер 4 октября 2007 года в Йошкар-Оле.

## Литературное творчество
Получил известность как поэт, писавший для детей и взрослых. В 1959 году вышел в свет первый сборник стихотворений «Дороги». В 1970 году издана книга для детей «Паша и Маша».
В 1977 году стал лауреатом Государственной премии Марийской АССР за книги «Октябрьская повесть» и «Десятая высота» (в соавторстве).
В 1980 году присвоено почётное звание «Заслуженный работник культуры Марийской АССР».

## Основные произведения
Далее представлен список основных произведений Ю. Петрова:
- Сверстникам: стихи // Дружба. — Йошкар-Ола, 1955. — С. 70—71.
- Моё сердце: стихи // Юность. — М., 1959. — № 7. — С. 49.
- Дороги: стихи. — Йошкар-Ола, 1959. — 88 с.
- Паша и Маша: стихи для детей. — Йошкар-Ола, 1970. — 48 с.
- Рассказы // Десятая высота: рассказы о великом созидании / под ред. В. Н. Карташова. — Йошкар-Ола, 1977. — С. 41—56.
- Новостройка жизни: рассказы // Октябрьская повесть / под ред. В. Н. Карташова. — Йошкар-Ола, 1980. — С. 51—82.
- Топор: стихи // Русское слово Марий Эл. — Йошкар-Ола, 2004. — С. 65.

## Звания и награды
- Заслуженный работник культуры Марийской АССР (1980)[3]
- Государственная премия Марийской АССР (1977)[3][4]
- Медаль «За победу над Германией в Великой Отечественной войне 1941—1945 гг.» (09.05.1945)[5]
- Почётная грамота Президиума Верховного Совета Марийской АССР[3]